# Gilbert Kaze
Gilbert Demunga Kaze (ur. 25 stycznia 1992 w Bużumburze) – burundijski piłkarz występujący na pozycji obrońcy. W reprezentacji Burundi rozegrał 13 meczów i strzelił 1 gola.